# Parcul Național Woliński
Parcul Național Woliński (în poloneză: Woliński Park Narodowy) este o arie protejată de interes național ce corespunde categoriei a II-a IUCN (parc național) situată în Polonia, pe teritoriul voievodatului Pomerania Occidentală.

## Localizare
Aria naturală cu o suprafață de 109,37 km2 se află în partea nord-vestică a țării, în insula Wolin (insulă din Marea Baltică), în nord-vestul voievodatului Pomerania Occidentală, pe teritoriul estic al orașului Międzyzdroje.

## Descriere
Parcul Național Woliński a fost înființat în anul 1960 (prin Hotărârea Consiliului de Miniștrii, Nr 14 din 3 martie 1960) și reprezintă o zonă naturală în partea centra-vestică a insulei Wolin (abrupturi stâncoase, dune de nisip, plaje, abrupturi stâncoase de coastă, dealuri) ce adăpostește o mare varietate de floră și faună.

## Floră și faună

### Floră
Flora parcului național este constituită din specii arboricole (fag, pin) și vegetație ierboasă cu specii rare de ferigă regală (Osmunda regalis), vitrigon (Eryngium maritimum), cupa-vacii (Linnaea borealis), caprifoi (Lonicera periclymenum L.). În arealul parcului vegetează specia de plantă din familia liliaceaelor, Anthericum liliago L.).

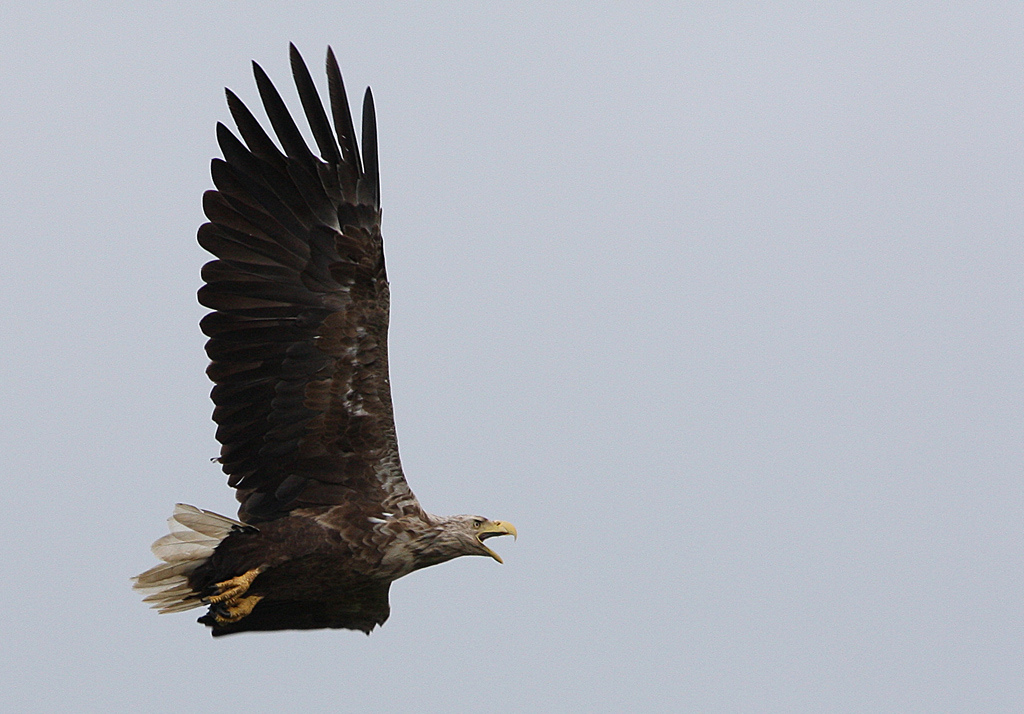
Vultur codalb (Haliaeetus albicilla)

### Faună
Fauna este reprezentată de mamifere mari, printre care zimbru (Bison bonasus), cerb (Cervus elaphus), mistreț (Sus scrofa); de păsări cu specii de vultur codalb (Haliaeetus albicilla), uliu (Accipiter), pescăruș (Larus argentatus), lebădă mută (Cygnus olor), corcodel mic (Tachybaptus ruficollis) sau călifar (Tadorna tadorna), fugaci de țărm (Calidris alpina), muscar (Ficedula parva), precum și de mai multe specii de insecte.